# Salonta
Salonta (Nagyszalonta en hongrois, Großsalontha en allemand) est une ville roumaine du județ de Bihor, en Transylvanie, dans la région historique de la Crișana et dans la région de développement Nord-Ouest. Sa population est à majorité de langue hongroise. La frontière actuelle avec la Hongrie se trouve à environ 10 kilomètres.

## Géographie
La municipalité de Salonta est située dans le sud-ouest du județ, à la frontière avec la Hongrie, dans la plaine de Salonta, à 40 km au sud-ouest d'Oradea, le chef-lieu du județ.
La ville jouit d'un climat continental avec des étés chauds et des hivers froids. La température moyenne du mois de janvier est de −2,4 °C, celle du mois de juillet de +20,7 °C. Les précipitations annuelles moyennes sont de 578 mm.
La municipalité est composée de la seule ville de Salonta.

## Histoire

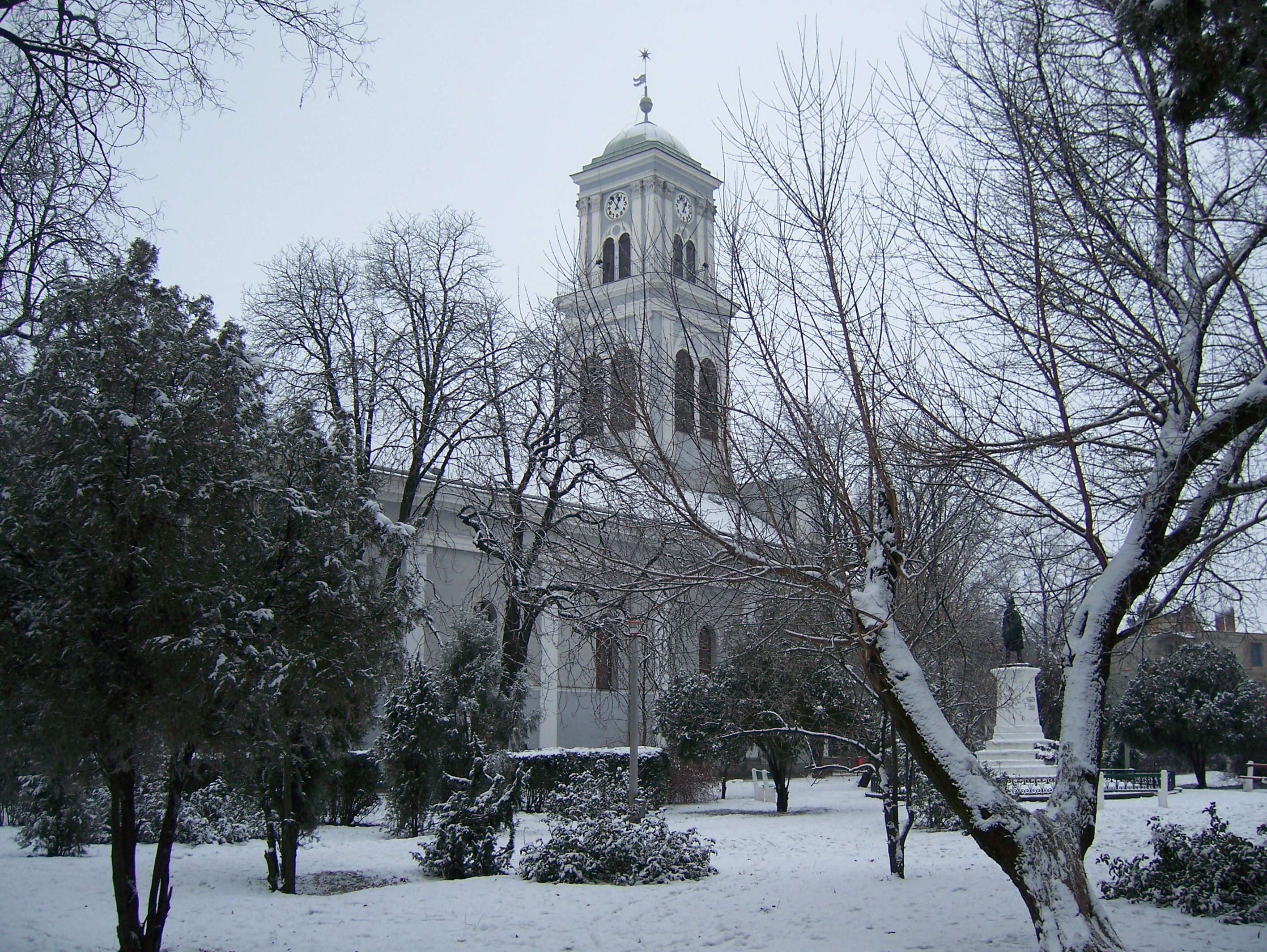
Temple calviniste de Salonta.

La première mention écrite de la ville de Salonta de date de 1332 dans une Bulle papale sous le nom de Ville Zalantha.
Salonta, qui faisait partie du royaume de Hongrie, en a donc suivi l'histoire. Salonta était alors un petit village appartenant à la famille Toldi. Sa situation, à proximité de la ville de Kölesér (en roumain Culișer) et de son puissant château, empêchait son développement. Ce n'est qu'après 1598 et la destruction de Kölesér par les Turcs que Salonta commença à se développer. La ville est un foyer du calvinisme.
En 1606, le prince de Transylvanie Étienne II Bocskai y installa trois cents soldats et leur donna des terres, à charge pour eux de veiller à la sécurité de la frontière. Mais, de 1660 à 1692, la contrée fut occupée par les Ottomans. Une fois les Turcs chassés, la ville fait partie de l'empire autrichien des Habsbourgs. Elle le demeure pendant plus de deux siècles.
Durant tout le XVIIIe siècle et le XIXe siècle, la ville se développa avec l'assainissement des zones de marais, la création des voies ferrées, l'implantation d'industries, l'immigration rurale. Salonta vit naître le grand poète hongrois Arany János en 1817.
Après le compromis de 1867 entre Autrichiens et Hongrois de l'empire d'Autriche, la principauté de Transylvanie disparaît et, en 1876, le royaume de Hongrie est partagé en comitats. Salonta intègre le comitat de Bihar (Bihar vármegye) et devient le chef-lieu du district rural de Salonta.
À la fin de la Première Guerre mondiale, l'Empire austro-hongrois disparaît et la commune rejoint la Grande Roumanie au traité de Trianon. Elle est alors plașa (chef-lieu d'arrondissement) du nouveau județ de Bihor.
En 1940, à la suite du deuxième arbitrage de Vienne, elle est annexée par la Hongrie jusqu'en 1944, période durant laquelle sa communauté juive est exterminée par les nazis. Elle réintègre la Roumanie après la Seconde Guerre mondiale au traité de Paris en 1947.
De 1950 à 1968, Salonta est chef-lieu de raïon de la province nommée d'abord Bihor, puis Oradea et enfin Crișana.

## Politique
| Période                                  | Période  | Identité     | Étiquette | Qualité |
| ---------------------------------------- | -------- | ------------ | --------- | ------- |
| Les données manquantes sont à compléter. |          |              |           |         |
| 2004                                     | En cours | László Török | UDMR      |         |

| Parti | Parti                                      | Sièges |
| ----- | ------------------------------------------ | ------ |
|       | Union démocrate magyare de Roumanie (UDMR) | 12     |
|       | Parti social-démocrate (PSD)               | 3      |
|       | Parti national libéral (PNL)               | 2      |

## Religions
En 2002, la composition religieuse de la commune était la suivante :
- Réformés, 51,12 % ;
- Chrétiens orthodoxes, 36,46 % ;
- Catholiques, 6,56 % ;
- Baptistes, 3,39 % ;
- Grecs-Catholiques, 0,85 % ;
- Pentecôtistes, 0,49 %.

## Démographie
En 1910, à l'époque austro-hongroise, la commune comptait 14 790 Hongrois (95,33 %), 637 Roumains (4,11 %), 41 Allemands (0,26 %) et 33 Slovaques (0,21 %).
En 1930, on dénombrait 12 267 Hongrois (80,19 %), 2 061 Roumains (13,47 %), 505 Juifs (3,30 %), 289 Tsiganes (1,89 %), 56 Allemands (0,37 %) et 33 Slovaques (0,22 %).
En 1956, après la Seconde Guerre mondiale, 12 768 Hongrois (78,45 %) côtoyaient 3 256 Roumains (20,00 %), 120 Tsiganes (0,74 %), 85 Juifs (0,52 %) et 13 Allemands (0,08 %).
En 2002, la commune comptait 10 335 Hongrois (57,18 %), 7 267 Roumains (40,20 %), 379 Tziganes (2,09 %), 45 Slovaques (0,24 %) et 29 Allemands (0,16 %).
En 2011, la commune comptait 10 079 Hongrois (59,1 %), 6 584 Roumains, 290 Tziganes, 89 autres.

## Économie
Salonta est le centre économique et commercial du sud du județ de Bihor. La grande spécialité de la ville est la fabrication de charcuterie, notamment de salamis réputés.
La ville de Salonta était avant les événements de 1989 un centre industriel important (sidérurgie, fabrication de meubles, produits alimentaires). Avec la libéralisation qui a suivi, de nombreuses usines ont fait faillite. sa proximité avec la frontière hongroise lui a cependant permis de bénéficier des nouveaux courants d'échanges commerciaux.
En 2008, la firme américaine ArvinMeritor a installé une usine de fabrication de véhicules légers.

## Communications

### Routes
Salonta est située sur la route nationale DN79 (route européenne 671) Timișoara-Arad-Oradea-Satu Mare. La route nationale DN79B se dirige au sud-ouest vers la Hongrie et les villes de Sarkad et Gyula.
À l'est la route régionale DJ795 rejoint Tulca et au sud-est la DJ709 mène vers Arpășel et Batăr.

### Voies ferrées
Salonta est desservie par la ligne des Chemins de fer roumains Oradea-Arad. D'autre part, une ligne secondaire se dirige vers la frontière hongroise.

## Lieux et monuments
- Toror Ciunt, construite en 1636, musée János Arany depuis 1898[6].

## Personnalités
Salonta est le berceau de plusieurs personnalités importantes de la culture hongroise.
- Miklós Toldi (en) (1320-1390), héros légendaire du folklore hongrois ;
- Arany János (en), (1817-1882), journaliste et poète hongrois, très actif durant la révolution de 1848 ;
- László Arany, fils du précédent, (1844-1898), écrivain hongrois ;
- Lajos Zilahy, (1891-1974), écrivain et réalisateur hongrois ;
- György Kulin, (1905-1989), astronome hongrois.

## Cinéma
- Le film Morgen (2010) de Marian Crișan avec Andras Hathazi et Yılmaz Yalçın est situé à Salonta, dans la ville, la campagne alentour et la frontière proche avec la Hongrie.

## Jumelages
- Csepel (Hongrie)[7]
- Hajdúböszörmény (Hongrie)[7]
- Nagykőrös (Hongrie)[7]
- Sarkad (Hongrie)[7]
- Túrkeve (Hongrie)[7]
- Rimavská Sobota (Slovaquie)[7]